# تكساكو
تكساكو ("شركة بترول تكساس") هي شركة نفط أمريكية للبيع بالتجزئة لي منتج الوقود. كما أنها تمتلك العلامة التجارية هوفلاين لزيت المحركات.
قامت بشرائها شركة شيفرون العملاقة للنفط الاميريكية